# Хрустальне
Хрустальне — селище в Україні, в Хрустальненській міській громаді Ровеньківського району Луганської області.
Населення — 4800 осіб (1966), 1844 особи (2001). Видобуток вугілля.
Більшість населення працює в місті Хрустальний.

## Географія
Хрустальне знаходиться за 7 км від залізничної станції і міста Хрустальний.
Сусідні населені пункти:

## Історія
Засноване селище у 1784 році. В середині XIX століття тут звели 2 рудники, до початку XX століття було збудовано ще 4 шахти.

## Демографія
Станом на 1873 рік у селищі Андріївської волості Міуського округу Області Війська Донського мешкало 578 осіб, налічувалось 94 дворових господарства, 25 плугів, 45 коней, 102 пари волів, 432 вівці.
За переписом 1897 року кількість мешканців зросла до 971 особи (524 чоловічої статі та 447 — жіночої), з яких всі — православної віри.
За даними перепису 2001 року, населення селища вказали російську як рідну мову — 81,13%, українську мову — 18,87%.